# Augustus Alt
Augustus Theodore Henry Alt, deutscher Geburtsname Herman Theodore Augustus Alt (* 26. August 1734 London; † 9. Januar 1815 in Parramatta, New South Wales in Australien) war ein Deutschstämmiger, der als britischer Soldat diente und zum ersten Obersten Landvermesser der britischen Kolonie New South Wales ernannt wurde.

## Name und frühes Leben
Augustus Alt war der dritte Sohn des Botschafters von Hessen-Kassel Jost Heinrich Alt (um 1698–1768) und seiner Frau Jeanetta Preston, einer geborenen Schottin. Nachdem sich Jost Heinrich Alt entschied in England zu leben, anglisierte er seinen Namen zu Just Henry Alt und änderte auch Augustus’ Namen. Augustus Alt hatte einen jüngeren Bruder, zwei älteren Brüder und drei Schwestern. Er ging sicherlich in die Westminster School, wo auch seine älteren Brüder zur Schule gingen. Ab dem Alter von 20 Jahren diente Augustus Alt in der britischen Armee.
Mit Ann George († 1814), einem weiblichen Sträfling, die mit der First Fleet auf dem Sträflingstransportschiff Lady Penrhyn in der Sträflingskolonie Australien ankam, hatte Augustus Alt zwei Kinder, Lucy und Henry George. Augustus Alt kam mit der Prince of Wales in Australien an, einem weiteren Schiff der First Fleet, die aus elf Schiffen bestand.

## Militär
Ab dem 1. Oktober 1755 diente Augustus Alt als Offizier in der Britischen Armee mit unterschiedlichen Aufgaben und auf mehreren Kriegsschauplätzen. Er kämpfte unter anderem im Siebenjährigen Krieg, war Aide-de-camp bei General Henry Seymour Conway und beteiligte sich an der Belagerung von Gibraltar.
Nach seiner Ankunft in Port Jackson wurde er im Mai 1787 zum ersten Obersten Landvermesser der neuen Kolonie New South Wales ernannt. Ferner war er Mitglied des Gerichtshofs, das Urteile über Piraterie fällte und wurde nach seiner Ankunft in Port Jackson zum Friedensrichter ernannt.
Er erhielt vom Arthur Phillip, dem ersten Gouverneur von New South Wales, den Auftrag die Siedlungen am Sydney Cove und in Parramatta zu planen und zu projektieren. Er überplante das Gebiet von Sydney mit weiten Straßen und mit großen Häuserblocks. Trotz dieser Planung entstand Sydney weitestgehend planlos und spontan.

## Spätes Leben
Im Jahr 1791 beantragte Augustus Alt aus gesundheitlichen Gründen den Rücktritt vom Amt des Obersten Landvermessers. Dies wurde ihm allerdings erst 1801 genehmigt, erst dann erhielt er eine Invalidenpension. Im Februar 1794 wurden ihm 40 Hektar Land bei Petersham zugeteilt, wo er die von ihm so genannte Hermitage Farm aufbaute, die 1798 abbrannte. Weitere 113 Hektar erhielt er im Jahr 1810 zwischen den Straßen von Parramatta und Ashfield.

## Ehrung
Zu seiner Ehre wurde die Alt Street in Ashfield/Haberfield nach ihm benannt.